# 錢兆雲
錢兆雲，浙江山阴人，清朝政治人物。捐生出身。
道光二年四年，擔任清朝廣東省潮州府豐順縣知縣。后由牛多隆接任。